# Chakassische Staatliche Universität
Die Chakassische Staatliche Universität (KSU) Nikolai Fjodorowitsch Katanow (russisch Хакасский государственный университет (ХГУ) имени Н.Ф. Катанова Chakasskij gossudarstwennyj uniwersitet (ChGU) imeni N.F. Katanowa) ist eine russische Universität in Abakan. Sie ist die größte Bildungseinrichtung in der Republik Chakassien.
Die Einrichtung wurde am 16. April 1939 zunächst als Lehrerinstitut gegründet und wurde 1944 Pädagogisches Institut mit den Abteilungen russische Sprache und Literatur, Geschichte, Physik und Mathematik. Seitdem ist sie nach dem Gründungsrektor Nikolai Fjodorowitsch Katanow benannt. Seit 1994 hat die Hochschule den Status einer staatlichen Universität.

## Fakultäten und Institute
- Institut für Naturwissenschaften und Mathematik
- Institut für Informatik und Ingenieurausbildung
- Kunstinstitut
- Landwirtschaftsinstitut
- Institut für Geschichte und Recht
- Institut für kontinuierliche pädagogische Ausbildung
- Institut für Höhere Studien und Umschulung
- Institut für Philologie und interkulturelle Kommunikation
- Institut für Ökonomie und Management
- Medizinische und psycho-soziale Einrichtung
- Fakultät für Weiterbildung